# Vishwanath Pratap Singh
Vishwanath Pratap Singh (hindi विश्वनाथ प्रताप सिंह; ur. 25 czerwca 1931 w Allahabadzie, zm. 27 listopada 2008 w Nowym Delhi) – indyjski polityk, premier.
Był politykiem Janata Dal. W okresie od 2 grudnia 1989 do 10 listopada 1990 pełnił funkcję premiera.